# 1360
1360 (MCCCLX) fue un año bisiesto comenzado en miércoles del calendario juliano, en vigor en aquella fecha.

## Acontecimientos
- 28 de junio: en Granada (España), Muhammed VI se convierte en el décimo rey nazarí de Granada después de asesinar a su cuñado Ismaíl II.
- Paz de Bretigny. Durante la guerra de los Cien Años, y tras la derrota francesa de Poitiers frente a los ingleses, el príncipe Carlos V negocia una paz con Eduardo III de Inglaterra por la que cede todos los territorios de Aquitania hasta el Macizo Central, y promete el pago de un rescate de tres millones de escudos por la libertad del rey Juan II, prisionero en la batalla.
- 13 de noviembre (4/10/15, según el calendario Shohei): en las provincias de  Kii y Settsu (Japón) se registra un terremoto y un tsunami. (Ver Terremotos entre el siglo X y el XIX).
- 14 de noviembre (5/10/15, según el calendario Shohei): en Owase e Hyogo  se registra un terremoto de 7,8 grados en la escala sismológica de Richter. Al día siguiente se registra un tsunami. (Ver Terremotos entre el siglo X y el XIX).

## Nacimientos
- 24 de junio: Nuno Álvares Pereira, condestable portugués y beato católico.

## Fallecimientos
- Jacopo da Bologna, compositor italiano.
- Hermann von Bonstetten, monje benedictino suizo y director de la abadía de San Galo.